# سازمان شاهنشاهی خدمات اجتماعی

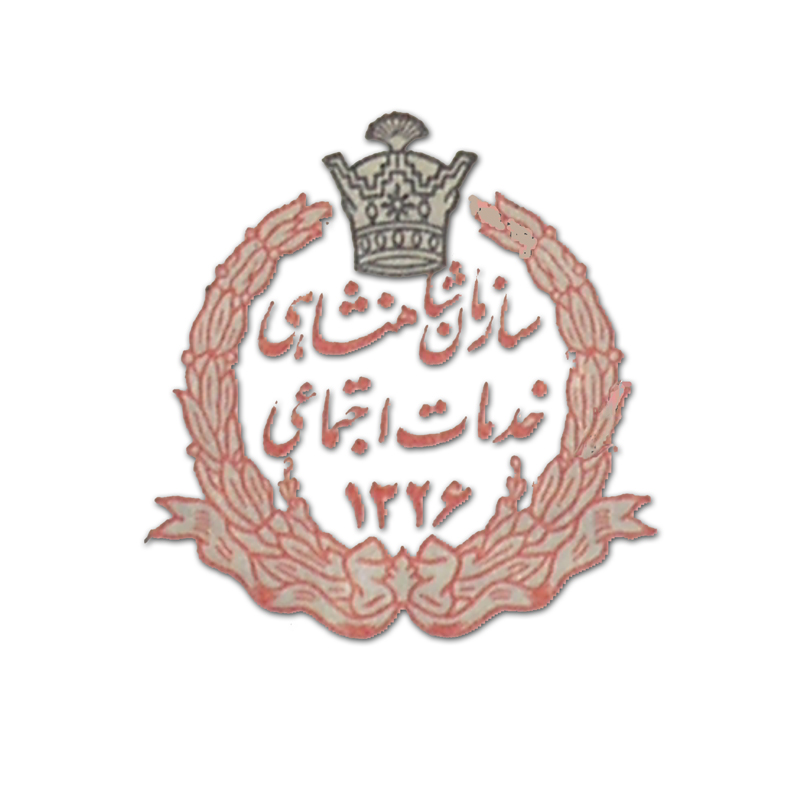
نشان رسمی سازمان شاهنشاهی خدمات اجتماعی

سازمان شاهنشاهی خدمات اجتماعی، (تأسیس ۶ اردیبهشت ۱۳۲۶) یک سازمان غیرانتفاعی خیریه به ریاست محمدرضا پهلوی و نیابت اشرف پهلوی بود که به ارتقای سطح آموزش و امور درمانی طبقات فقیر جامعه کمک می‌کرد. این سازمان با ۳۰۰ میلیون تومان بودجه مستقیم سالیانه و مدیریت بر ۱۲۰۰ میلیون تومان از خرج کردهای خیرین مردمی و با حدود ۲۵۰ مرکز درمانی در اواخر دهه هفتاد میلادی یکی از پنج سازمان خیریه بزرگ جهان بود.

## تاریخچه
پس از جنگ دوم جهانی اشرف پهلوی که در شهر تردد داشت وضعیت نابسامان مردم و فقرا را مشاهده می‌کرد. او اینرا با برادر خود مطرح می‌کند و تصمیم می‌گیرند کاری انجام دهند. در ابتدا مرکزی ایجاد می‌کنند که به بچه‌های فقیر غذا می‌دادند و به آنها قالیبافی یاد می‌دادند. آنها از اتریش ۳۰ پزشک را به ایران میآورند و مراکز درمانی ایجاد می‌کنند. دکتر آشتیانی را به مدیریت این مرکز می‌گمارند و به تربیت پرستاران می‌پردازند و دولت اتریش نیز به کمک آنها میآید. درآمد بلیط‌های بخت آزمایی (۲۵ درصد از فروش بلیطها سود خالص بود) که در اواخر به حدود ۷۰ میلیون تومان در سال می‌رسید به این سازمان اختصاص داده شد.
بعدها در اواخر دهه ۱۳۵۰ ش عبدالرضا انصاری مدیریت سازمان را بعهده گرفت. دکتر عالیخانی در زمینه آموزشی به کمک به این سازمان پرداخت. دکتر منوچهر گودرزی در مورد رسیدگی به مسایل اجتماعی مثل رسیدگی به خانواده‌های بی سرپرست کمک کرد. خردجو مدیر عامل بانک توسعه صنعتی اقدام به سرمایه‌گذاری نقدینگیهای سازمان می‌کرد که از درآمد حاصله نیز کارهای خیریه سازمان جلو می‌رفت

## هدف
بهبود وضع بهداشت کشور، درمان بیماران بی وسیله و بهبود حال نیازمندان بود که در کل سه رشته اساسی را در بر می‌گرفت:
1. خدمات بهداشتی و درمانی
2. خدمات فرهنگی و آموزشی
3. خدمات اجتماعی

## مراکز آموزش حرفه ای
در دهه ۱۳۵۰ که شرکتهای چند ملیتی وارد ایران شده بودند تمرکز بیشتر بر آموزش تکنیسین‌های حرفه ای نهاده شد. قراردادهای بین‌المللی با موسسات خارجی بسته شد تا پرسنل مجرب برای کارهای فنی تربیت شوند.
همکاری با شرکت سونی برای آموزشگاه الکترونیک ۹۰۰۰ نفری در مشهد
همکاری با دانشگاه ام-آی-تی برای مرکز آموزشی شیراز
همکاری با اتریش برای مرکز آموزشی اصفهان
همکاری با آلمان برای مرکز آموزشی کرمان

## کامیابی
سازمان بی‌درنگ دست به کار شد و توانست وظیفه‌های انسانی و عام‌المنفعه خویش را تا آخرین حد امکان به مرحله اجرا گذارد و افزون بر این روز به روز دامنه اقدام‌هایش را گسترش دهد و هر سال بر شمار مؤسسه‌ها و چند و چون خدمت‌هایش در سراسر کشور بیفزاید.

## نمونه‌کارها
- مرکز پزشکی رضا پهلوی
- بیمارستان فرح پهلوی
- بیمارستان نکوئی قم
- کارخانه داروسازی داروپخش
- مرکز تحقیقات و مطالعات علمی داروئی و شیمی داروئی
- آموزشگاه‌های حرفه‌ای رضا پهلوی
- آموزشگاه عالی پرستاری اشرف پهلوی